# Pangonius pictus
Pangonius pictus är en tvåvingeart som först beskrevs av Macquart 1834.  Pangonius pictus ingår i släktet Pangonius och familjen bromsar. Inga underarter finns listade i Catalogue of Life.